# Шекс, Владимир
 Владимир Шекс  (хорв. Vladimir Šeks; 1 января 1943, Осиек) — влиятельный хорватский политик и юрист, член Хорватского демократического содружества (ХДС), депутат хорватского парламента со времени обретения государственной независимости в 1991 году, бывший спикер парламента Хорватии и заместитель премьер-министра правительства Хорватии.

## Биография
Окончил юридический факультет в Загребе в 1966 году. Стажировка проходила в муниципальной прокуратуре Винковци с 1967 до 1969 года, после чего работал один год заместителем муниципального прокурора Винковцив. С 1972 по 1981 год работал адвокатом. В 1981 году был арестован за «антигосударственные действия» против коммунистической Югославии. Отбыл 13-месячный срок заключения в тюрьме города Старая Градишка, как и большинство тогдашних политзаключённых. В 1984 году выступал защитником на суде над Воиславом Шешелем.
В 1990 году был одним из основателей Осиецкого отделения Хорватского демократического содружества. В 1991 году был заметной фигурой хорватской войны за независимость, а также одним из главных составителей Конституции Хорватии. В 1992 году был назначен государственным прокурором Республики Хорватии.
Был одним из заместителей премьер-министра Хорватии с 1992 по 1995 год.
Занимал должность Председателя парламента Хорватии с 22 декабря 2003 года до 11 января 2008 года.
25-летний сын Шекса Домагоя был найден мёртвым в Гоа (Индия) 26 февраля 2005 года после того, как днём ранее его друзья заявили, что он пропал без вести. Точные обстоятельства его смерти так и не были выяснены.
В 2009 году проходил на судебном процессе по делу Бранимира Главаша в качестве свидетеля со стороны защиты, и его показания были позже отклонены председательствующим судьей как «полностью неправдоподобные», а суд вынес обвинительный приговор.
В 2010 году Amnesty International заявила, что Шекса следует привлечь к ответственности на основании других свидетельств в процессе над Главашем.
В январе 2011 года министерство юстиции Хорватии отреагировало на доклад Amnesty International заявив, что её выводы по делу Шекса были «самовольные и несправедливые».

## Награды
- Орден Короля Петара Крешимира IV (2008) — третья по величине хорватская государственная награда и 16-я в своём роде вручена с момента её основания[5].